# 14 Armia (III Rzesza)
14 Armia (niem. 14. Armee Oberkommando) – jedna z niemieckich armii z okresu II wojny światowej, uczestniczyła w agresji na Polskę i w walkach z wojskami aliantów zachodnich we Włoszech. 

## Formowanie i walki
Utworzona 1 sierpnia 1939 roku w Wiedniu. W czasie agresji na Polskę dowodzona była przez gen. Wilhelma Lista i wchodziła w skład Grupy Armii Południe. Atakowała oddziały Armii Kraków z terenu Górnego Śląska i Słowacji w kierunku Krakowa i przepraw na Dunajcu z zadaniem osłaniania prawego skrzydła uderzającej na Warszawę 10 Armii. Wspierana była przez 2 dywizje słowackie. Jej VIII Korpus Armijny i XVII Korpus Armijny nacierały z zachodu i południowego zachodu przez Pszczynę i Cieszyn, a XVIII Korpus Armijny i XXII Korpus Armijny z południa przez Nowy Targ i Jordanów. W początkowej fazie wojny siły 14 Armii rozbiły polską 6 Dywizję Piechoty.
Do 14 Armii przydzielona została Einsatzgruppe I brigadeführera SS Brunona Streckenbacha, która zgodnie z zeznaniem jej oficera łącznikowego Waltera Huppenkothena otrzymała listy proskrypcyjne przygotowane przez Policję Bezpieczeństwa i Biuro Kontrwywiadu Naczelnego Dowództwa Wehrmachtu. 4 września żołnierze 8 Dywizji Piechoty należącej do 14 Armii po zajęciu Katowic zamordowali 80 osób w parku Kościuszki. 
Początkowo 14 Armia posuwała się w kierunku północnym, dążąc do odcięcia odwrotu Armii Kraków. 5 września 1939 otrzymała rozkaz marszu na północny wschód przez San na Lublin, gdzie miała wyjść na tyły polskich sił wycofujących się po zachodnim brzegu Wisły. 6 września zajęła Kraków. Jej sztab został przesunięty do Bielska. 11 września jej XVII Korpus i XVIII Korpus przekroczyły San na północ i południe od Przemyśla, wypierając polską 24 Dywizję Piechoty na wschód i skłaniając część oddziałów 11 Dywizji Piechoty do obsadzenia Twierdzy Przemyśl, po czym ruszyły na Lwów. 15 września 14 Armia zajęła Twierdzę Przemyśl, a 16 września została odparta spod Lwowa. W chwili wstrzymania ofensywy 19 września zajmowała przyczółki pod Kockiem i Zamościem. Między 17 a 27 września wzięła udział w dwufazowej bitwie pod Tomaszowem Lubelskim. Do 29 września wycofała się za San.
Po zakończeniu działań wojennych okupowała część Lubelszczyzny z Krasnystawem i Zamościem.
W październiku 1939 przerzucona na zachód i przemieniona w 12 Armię. Ponownie utworzona w listopadzie 1943 roku, walczyła na terenie Włoch w składzie Grupy Armii C aż do 2 maja 1945 roku, kiedy to skapitulowała.

## Dowódcy armii
- gen. Wilhelm List (od utworzenia do przemianowania)
- gen. płk Eberhard von Mackensen (5.11.1943 - 5.06.1944)
- gen. Joachim Lemelsen (5.06.1944 - 15.10.1944)
- gen. Fridolin von Senger und Etterlin (15.10.1944 - 24.10.1944)
- gen. Heinz Ziegler (24.10.1944 - 22.11.1944)
- gen. Traugott Herr (23.11.1944 - 12.12.1944)
- gen. Kurt von Tippelskirch (13.12.1944 - 22.02.1945)
- gen. Joachim Lemelsen (22.02.1945 - do kapitulacji)[16]

## Struktura organizacyjna
Skład we wrześniu 1939
- VIII Korpus Armijny
- XVII Korpus Armijny
- XVIII Korpus Armijny
- XXII Korpus Armijny

Skład w maju 1944
- LXXVI Korpus Pancerny
- I Korpus Spadochronowy
- 26 Dywizja Pancerna